# Gornja Vrba
Gornja Vrba is een gemeente in de Kroatische provincie Brod-Posavina.
Gornja Vrba telt 2559 inwoners. De oppervlakte bedraagt 20 km², de bevolkingsdichtheid is 128 inwoners per km².
Steden (gradovi): Slavonski Brod · Nova Gradiška

Gemeenten (općine): Bebrina · Brodski Stupnik · Bukovlje · Cernik · Davor · Donji Andrijevci · Dragalić · Garčin · Gornja Vrba · Gornji Bogićevci · Gundinci · Klakar · Nova Kapela · Okučani · Oprisavci · Oriovac · Podcrkavlje · Rešetari · Sibinj · Sikirevci · Slavonski Šamac · Stara Gradiška · Staro Petrovo Selo · Velika Kopanica · Vrbje · Vrpolje